# Mark Boumans
Mark Boumans (Oosterhesselen, 13 november 1974) is een Nederlands politicus en bestuurder. Hij is lid van de VVD. Sinds 14 juni 2023 is hij vicevoorzitter van de Vereniging van Nederlandse Gemeenten (VNG). Sinds 18 mei 2017 is hij burgemeester van Doetinchem.

## Biografie
Boumans werd geboren in Oosterhesselen en groeide op in Exloo. Tot 1993 ging hij naar het vwo op de GSG in Emmen. Vanaf 1993 ging hij juridische bestuurswetenschappen aan de Rijksuniversiteit Groningen studeren en was hij woonachtig in Groningen. Van 1997 tot 2002 was hij op project- en interimbasis werkzaam voor diverse ministeries, het Openbaar Ministerie, VNO-NCW en de regionale brandweer.   Gedurende zijn loopbaan heeft hij een Master of Public Management gevolgd aan de Universiteit Twente en een Master of Business Administration aan de Rijksuniversiteit Groningen.
Van 2002 tot 2006 was Boumans werkzaam bij de Thorbecke Academie in Leeuwarden, laatstelijk in de functie van directeur. Van 2000 tot 2006 was hij Statenlid van de provincie Groningen. Hij was er onder meer woordvoerder in de commissies sociaal, cultuur & welzijn en bestuur & financiën en namens Provinciale Staten lid van de algemene vergadering van het IPO. Van 2002 tot 2006 was hij gemeenteraadslid van de gemeente Groningen. Hij was er plaatsvervangend voorzitter van de gemeenteraad.
Daarnaast was Boumans lid en voorzitter van enkele bezwaarschriftencommissies en gemeentelijke rekenkamers. Van 2006 tot 2007 was hij wethouder van onder meer ruimtelijke ordening en volkshuisvesting in Meppel. Hij was van 17 september 2007 tot 2011 burgemeester van Haren. Hij was van 2007 tot 2010 de jongste burgemeester van Nederland. Van 2011 tot 2015 was hij gedeputeerde van mobiliteit, infrastructuur, water en milieu in de provincie Groningen. In maart 2015 was hij lijsttrekker voor de VVD in de provincie Groningen en werd hij opnieuw Statenlid.
Daarnaast werd Boumans voorzitter van de VVD-afdeling Haren en Abiant Lycurgus. Boumans werd op 20 oktober 2015 waarnemend burgemeester van Ommen. In november 2015 zegde hij hierdoor zijn Statenlidmaatschap op. Op 18 mei 2017 werd hij burgemeester van Doetinchem. Op 17 april 2025 werd hij benoemd tot ridder in de Orde van Oranje-Nassau. Tijdens Koningsdag 2025 werd de koninklijke familie welkom geheten in Doetinchem door Boumans.

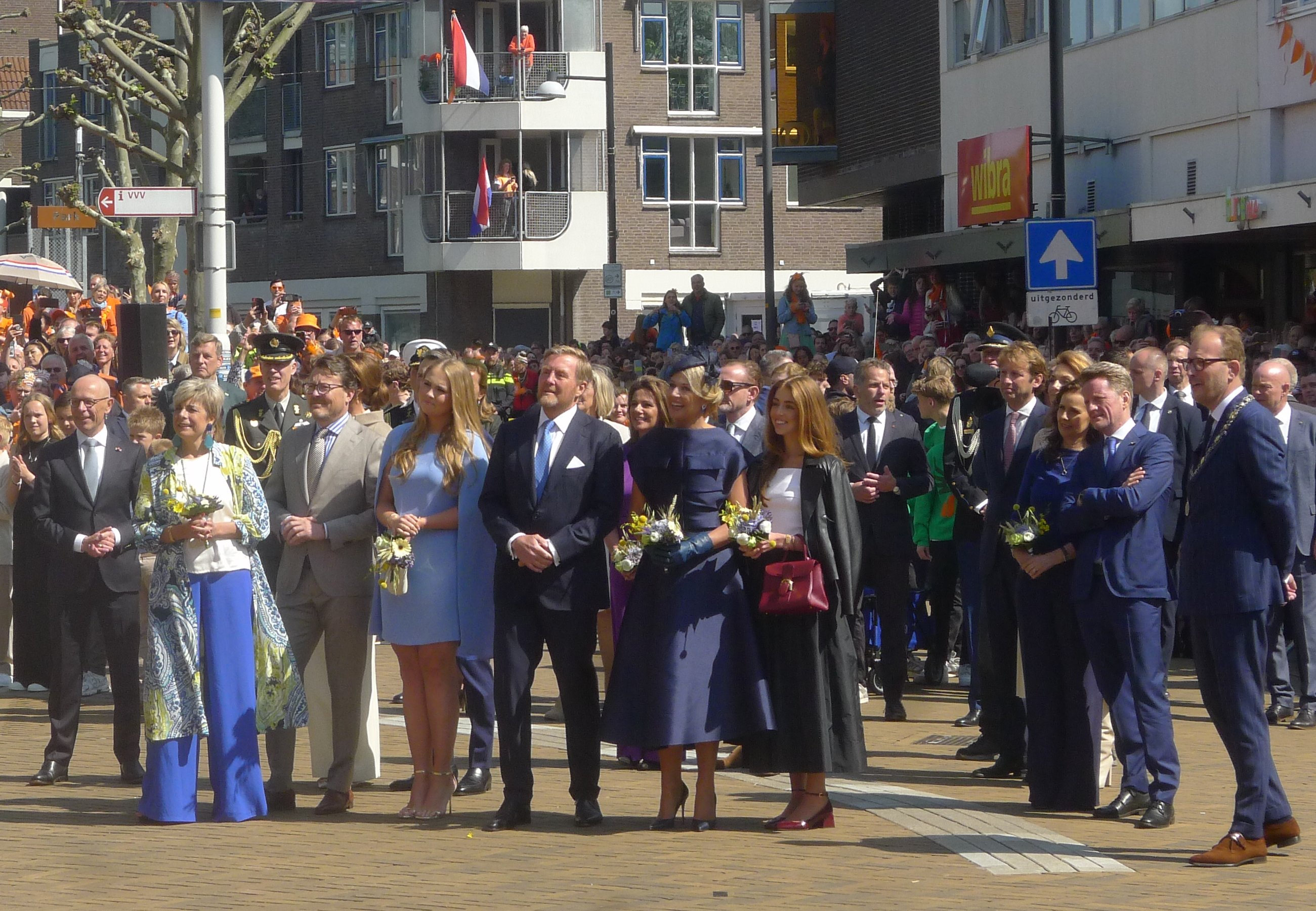
De koninklijke familie tijdens Koningsdag 2025 in Doetinchem. Bouman uiterst rechts met ambtsketen.

Boumans werd verder voorzitter van de raad van toezicht van Zorggroep Sint Maarten in Denekamp, lid van de raad van toezicht van Kenniscentrum Sport & Bewegen in Ede, lid van de Raad voor Strafrechtstoepassing en Jeugdbescherming (RSJ) in Den Haag, lid van de adviesraad master recht en bestuur van de Rijksuniversiteit Groningen en voorzitter van de raad van toezicht van het Phion, Orkest van Gelderland & Overijssel.
Na de Provinciale Statenverkiezingen van 2019 werd Boumans aangesteld als informateur in Gelderland. Mei 2019 werd bekendgemaakt dat er een coalitieakkoord is. De coalitie bestaat uit VVD, CDA, GroenLinks, PvdA, ChristenUnie en SGP. Na de gemeenteraadsverkiezingen van 2022 werd Boumans informateur in Ede. Op 14 juni 2023 werd Boumans verkozen tot vicevoorzitter van de Vereniging van Nederlandse Gemeenten (VNG).
Boumans is getrouwd en heeft 3 kinderen.